# Badumna bimetallica
Badumna bimetallica là một loài nhện trong họ Desidae.
Loài này thuộc chi Badumna. Badumna bimetallica được miêu tả năm 1896 bởi Hogg.